# Maltypus circularis
Maltypus circularis es una especie de coleóptero de la familia Cantharidae.

## Distribución geográfica
Habita en Kerala (India).